# 风暴行动
风暴行动是波兰家乡军在第二次世界大战期间对德国占领军发动的一系列起义行动。风暴行动的目标是乘德方忙于应付苏联红军進攻之机夺取被德军侵占的城市和地区。波兰地下国希望能在苏联人抵达前夺权。